# عموکندی
عموکندی، روستایی از توابع بخش بزینه رود شهرستان خدابنده در استان زنجان ایران است.

## جمعیت
این روستا در دهستان زرینه‌رود (خدابنده) قرار دارد و براساس سرشماری مرکز آمار ایران در سال ۱۳۸۵، جمعیت آن ۲۶۸ نفر (۵۱خانوار) بوده است.